# The Classic Roy Orbison
The Classic Roy Orbison es el octavo álbum de estudio del músico estadounidense Roy Orbison, publicado por la compañía discográfica MGM Records en julio de 1966. El sencillo «Twinkle Toes» fue el último top 40 en vida de Orbison en los Estados Unidos al alcanzar el puesto 39 en la lista Billboard Hot 100. 

## Lista de canciones
Todas las canciones compuestas por Roy Orbison y Bill Dees excepto donde se anota.
Cara A
1. "You'll Never Be Sixteen Again" - 2:50
2. "Pantomime" - 2:42
3. "Twinkle Toes" - 2:52
4. "Losing You" - 2:36
5. "City Life" - 2:45
6. "Wait" - 2:16

Cara B
1. "Growing Up" - 2:44
2. "Where Is Tomorrow" - 2:44
3. "(No) I'll Never Get Over You" (Orbison) - 2:10
4. "Going Back to Gloria" - 2:45
5. "Just Another Name for Rock and Roll" (Bill Dees) - 2:10
6. "Never Love Again" (Rusty Kershaw, Doug Kershaw) -2:11

## Posición en listas
Sencillos
| Sencillo       | País           | Lista             | Posición |
| -------------- | -------------- | ----------------- | -------- |
| «Twinkle Toes» | Estados Unidos | Billboard Hot 100 | 39       |
| «Twinkle Toes» | Reino Unido    | UK Singles Chart  | 29       |